# Carnegiella marthae
Carnegiella marthae és una espècie de peix de la família dels gasteropelècids i de l'ordre dels caraciformes.

## Morfologia
- Els mascles poden assolir 2,8 cm de longitud total.[1][2]

## Alimentació
Menja principalment insectes i, en segon terme, crustacis.

## Hàbitat
És un peix d'aigua dolça i de clima tropical (23 °C-27 °C).

## Distribució geogràfica
Es troba a Sud-amèrica: conques dels rius  Negro i Orinoco.